# Ortsgemeinde (Rheinland-Pfalz)
Als Ortsgemeinde wird in Rheinland-Pfalz eine rechtlich eigenständige Gemeinde mit oder ohne Stadtrecht bezeichnet, die einer Verbandsgemeinde als Verwaltungseinheit angehört. 
Soweit eine Gemeinde nicht einer Verbandsgemeinde angehört, trägt sie den Status „verbandsfreie Gemeinde“, bei Städten „verbandsfreie Stadt“.
Jede Ortsgemeinde ist rechtlich selbständig und hat einen Ortsgemeinderat, dem ein Ortsbürgermeister vorsteht, und einen eigenen Haushaltsplan. Über Einnahmen, insbesondere die Steuerhebesätze zur Gewerbesteuer und zur Grundsteuer sowie über ihre Ausgaben entscheiden die Ortsgemeinden selbst. Ortsgemeinden haben jedoch im Gegensatz zu verbandsfreien Gemeinden keine eigene Verwaltung. Die Verbandsgemeindeverwaltung führt nach der rheinland-pfälzischen Gemeindeordnung die Verwaltungsgeschäfte der Ortsgemeinden in deren Namen und deren Auftrag. Sie ist dabei an Beschlüsse der Ortsgemeinderäte und an Entscheidungen der Orts- bzw. Stadtbürgermeister gebunden.
Mit der in Rheinland-Pfalz getroffenen Regelung konnte man bei der Gemeindereform der 1970er Jahre die Selbständigkeit der teils recht kleinen Gemeinden aufrechterhalten, dennoch durch die Einrichtung von Verbandsgemeinden die Kommunalverwaltung effizienter gestalten und insgesamt neu organisieren. In den meisten anderen deutschen Bundesländern mussten bei der Gemeindereform viele Gemeinden ihre Selbständigkeit aufgeben und wurden zu Ortsteilen bzw. Gemeinde- oder Stadtteilen von größeren Kommunen.

## Ähnliche Gemeindeformen
- Gemeinde (Deutschland), Übersichtsartikel über alle Gemeindeformen in Deutschland